# Joselito Ramalho Nogueira
Joselito Ramalho Nogueira (ur. 10 listopada 1964 w Mimoso do Sul) – brazylijski duchowny katolicki, biskup pomocniczy Rio de Janeiro od 2025.

## Życiorys
Święcenia kapłańskie przyjął 19 czerwca 1993 i został inkardynowany do diecezji Cachoeiro de Itapemirim. 
25 lutego 2025 papież Franciszek mianował go biskupem pomocniczym archidiecezji Rio de Janeiro oraz biskupem tytularnym Tinum. Sakry udzielił mu 27 kwietnia biskup Luiz Fernando Lisboa.